# Thon Maker
Thon Maker, né le 25 février 1997 à Djouba (Soudan, actuellement au Soudan du Sud), est un joueur soudano-australien de basket-ball évoluant au poste de pivot.

## Biographie
Thon Maker est né à Djouba dans l'actuel Soudan du Sud. Sa tante parvient à fuir la guerre civile qui ravage le pays, pour l'Ouganda, avec son frère cadet et lui. Par la suite, l'Australie lui accorde le statut de réfugié, alors que Maker est âgé de cinq ans. Ils s'installent à Perth définitivement.
Durant la saison 2015-2016, il préfère rester à l’Athlete Institute Basketball Academy au Canada plutôt que de partir en NCAA.
Le 4 avril 2016, il présente sa candidature à la draft 2016 de la NBA. Le 14 avril 2016, il obtient l'autorisation de s'y présenter.

### Carrière professionnelle

#### Draft NBA
Maker participe au NBA Draft Combine 2016, où il a été mesuré comme le troisième plus grand joueur sans chaussures et enregistre le plus haut saut vertical sans élan de n'importe quel joueur de plus d'1,85 m dans l'histoire du NBA Draft Combine. Quelques jours avant la draft, un certain nombre d'équipes se sont désintéressées du joueur en raison des préoccupations selon lesquelles son âge avait été mal indiqué, car certains pensaient que Maker avait entre 21 et 23 ans bien qu'il ait 19 ans d'après la liste officielle.
Malgré ces préoccupations, il est sélectionné par les Bucks de Milwaukee en 10e position, le 23 juin 2016, devenant le premier joueur de lycée pris au premier tour d'une draft depuis l'entrée en vigueur de l'accord collectif de 2005.

#### Bucks de Milwaukee (2016 - février 2019)
Durant la NBA Summer League 2016, Maker a des moyennes de 14,2 points et 9,6 rebonds en cinq matches avec les Bucks et est nommé dans le second meilleur cinq majeur du tournoi. Le 30 juillet 2016, il signe son contrat rookie avec les Bucks.
Le 30 octobre 2016, il fait ses débuts avec les Bucks, participant aux 95 dernières secondes de la fin du match de la défaite des siens 98 à 83 chez les Pistons de Détroit ; il y prend un rebond. Le 21 janvier 2017, il est titularisé pour la première avec les Bucks et marque six points en 18 minutes dans la défaite des siens 109 à 97 chez le Heat de Miami. Le 1er février 2017, il bat son record de points avec 12 unités lors de la défaite 104 à 88 chez le Jazz de l'Utah. Le 10 février 2017, pour le premier match des Bucks après la blessure pour la saison de Jabari Parker en se faisant une déchirure du ligament croisé antérieur du genou gauche, Maker est titularisé à la place de Parker et termine la rencontre avec sept points et six rebonds en 17 minutes dans la défaite 122 à 104 chez les Lakers de Los Angeles. Le lendemain, il marque de nouveau 12 points lors de la victoire 116 à 100 contre les Pacers de l'Indiana. Le 31 mars 2017, il bat son record de points en marquant 23 points lors de la victoire après prolongation 108 à 105 contre les Pistons de Détroit,.

#### Pistons de Detroit (février 2019-2020)
Le 6 février 2019, il est envoyé aux Pistons de Detroit en échange de Stanley Johnson.

#### Cavaliers de Cleveland (2020-janvier 2021)
Le 29 novembre 2020, il signe avec les Cavaliers de Cleveland. Le 14 janvier 2021, il est coupé.

#### Hapoël Jérusalem (2021)
En août 2021, Maker quitte la NBA où il ne réussit pas à trouver une place et rejoint l'Hapoël Jérusalem, club de première division israélien. Cependant, les deux parties se séparent d'un commun accord le 14 décembre.

#### Nets de Long Island (2022)
Le 21 janvier 2022, il revient aux États-Unis en NBA Gatorade League et signe avec les Nets de Long Island.

## Palmarès
- MVP du 2015 Basketball Without Borders Americas All-Star Game
- MVP du 2015 NBPA Top 100 Camp

## Statistiques

### Saison régulière NBA
| Saison    | Équipe    | Matchs | Titul. | Min./m | % Tir | % 3pts | % LF | Rbds/m. | Pass/m. | Int/m. | Ctr/m. | Pts/m. |
| --------- | --------- | ------ | ------ | ------ | ----- | ------ | ---- | ------- | ------- | ------ | ------ | ------ |
| 2016-2017 | Milwaukee | 57     | 34     | 9,9    | 45,9  | 37,8   | 65,3 | 2,00    | 0,37    | 0,19   | 0,46   | 3,96   |
| 2017-2018 | Milwaukee | 74     | 12     | 16,7   | 41,1  | 29,8   | 69,9 | 3,04    | 0,62    | 0,51   | 0,72   | 4,81   |
| 2018-2019 | Milwaukee | 35     | 0      | 11,7   | 44,0  | 33,3   | 54,1 | 2,74    | 0,51    | 0,29   | 0,51   | 4,69   |
| 2018-2019 | Détroit   | 29     | 5      | 19,4   | 37,3  | 30,7   | 76,6 | 3,66    | 0,93    | 0,38   | 1,14   | 5,48   |
| 2019-2020 | Détroit   | 60     | 14     | 12,9   | 48,2  | 34,4   | 66,4 | 2,78    | 0,72    | 0,42   | 0,65   | 4,68   |
| Total     | Total     | 255    | 65     | 13,9   | 43,3  | 32,9   | 67,3 | 2,78    | 0,62    | 0,37   | 0,66   | 4,65   |

Mise à jour le 12 mars 2020

### Playoffs NBA
| Saison | Équipe    | Matchs | Titul. | Min./m | % Tir | % 3pts | % LF | Rbds/m. | Pass/m. | Int/m. | Ctr/m. | Pts/m. |
| ------ | --------- | ------ | ------ | ------ | ----- | ------ | ---- | ------- | ------- | ------ | ------ | ------ |
| 2017   | Milwaukee | 6      | 6      | 19,4   | 38,7  | 20,0   | 81,8 | 3,17    | 2,00    | 0,83   | 1,83   | 5,83   |
| 2018   | Milwaukee | 6      | 2      | 21,6   | 39,3  | 30,0   | 71,4 | 3,83    | 0,83    | 0,33   | 1,83   | 5,50   |
| 2019   | Détroit   | 4      | 2      | 17,1   | 26,9  | 0,0    | 88,9 | 2,25    | 1,00    | 0,00   | 1,00   | 5,50   |
| Total  | Total     | 16     | 10     | 19,7   | 35,3  | 19,0   | 81,5 | 3,19    | 1,31    | 0,44   | 1,62   | 5,62   |

Mise à jour le 27 avril 2019

## Records sur une rencontre en NBA
Les records personnels de Thon Maker en NBA sont les suivants, :
| Type de statistique        | Saison régulière | Saison régulière      | Saison régulière | Playoffs | Playoffs             | Playoffs      |
| Type de statistique        | Record           | Adversaire            | Date             | Record   | Adversaire           | Date          |
| -------------------------- | ---------------- | --------------------- | ---------------- | -------- | -------------------- | ------------- |
| Points                     | 23               | Pistons de Détroit    | 31 mars 2017     | 14       | Celtics de Boston    | 20 avril 2018 |
| Paniers marqués            | 9                | Pistons de Détroit    | 31 mars 2017     | 3        | 4 fois               | 4 fois        |
| Paniers tentés             | 12               | 2 fois                | 2 fois           | 10       | @ Bucks de Milwaukee | 14 avril 2019 |
| Paniers à 3 points réussis | 4                | 3 fois                | 3 fois           | 3        | Celtics de Boston    | 20 avril 2018 |
| Paniers à 3 points tentés  | 7                | 5 fois                | 5 fois           | 6        | @ Bucks de Milwaukee | 14 avril 2019 |
| Lancers francs réussis     | 8                | Kings de Sacramento   | 22 janvier 2020  | 5        | Celtics de Boston    | 20 avril 2018 |
| Lancers francs tentés      | 11               | Kings de Sacramento   | 22 janvier 2020  | 7        | Celtics de Boston    | 20 avril 2018 |
| Rebonds offensifs          | 6                | Hornets de Charlotte  | 10 février 2020  | 3        | Celtics de Boston    | 26 avril 2018 |
| Rebonds défensifs          | 8                | Kings de Sacramento   | 22 janvier 2020  | 5        | @ Celtics de Boston  | 28 avril 2018 |
| Rebonds totaux             | 12               | Hornets de Charlotte  | 10 février 2020  | 7        | Celtics de Boston    | 26 avril 2018 |
| Passes décisives           | 6                | Bulls de Chicago      | 10 mars 2019     | 4        | 2 fois               | 2 fois        |
| Interceptions              | 3                | 4 fois                | 4 fois           | 2        | Raptors de Toronto   | 22 avril 2017 |
| Contres                    | 4                | 3 fois                | 3 fois           | 5        | 3 fois               | 3 fois        |
| Balles perdues             | 4                | Hornets de Charlotte  | 10 février 2020  | 3        | Celtics de Boston    | 26 avril 2018 |
| Minutes jouées             | 42               | @ Pacers de l'Indiana | 1er avril 2019   | 31       | Celtics de Boston    | 22 avril 2018 |

- Double-double : 2
- Triple-double : 0

Dernière mise à jour : 9 novembre 2020

## Marketing
En août 2016, il s'engage avec Adidas.

## Vie privée
Maker est un citoyen australien et sud-soudanais.
Les parents de Maker, qui descendent du peuple Dinka, vivent encore au Soudan du Sud et sont tous deux très grands ; son père mesure 2,03m et sa mère 1,90m. Son frère, Matur, est un recruteur supérieur pour la classe 2017. Un autre frère, Maker Maker, joue au football pour l'équipe du South Melbourne FC des moins de 20 ans. Un cousin de Maker, Makur, est joueur de basket-ball. Un autre cousin, Aliir Aliir, joue dans le championnat de football australien pour les Sydney Swans.